# Свети Григорий (Метеора)
Вижте пояснителната страница за други значения на Свети Григорий.
„Свети Григорий Богослов“ (на гръцки: Ασκηταριά Αγίου Γρηγορίου του Θεολόγου) е бивш православен манастир на Метеора, Гърция. Днес от него са останали руини.